# Alegría (Cirque du Soleil)

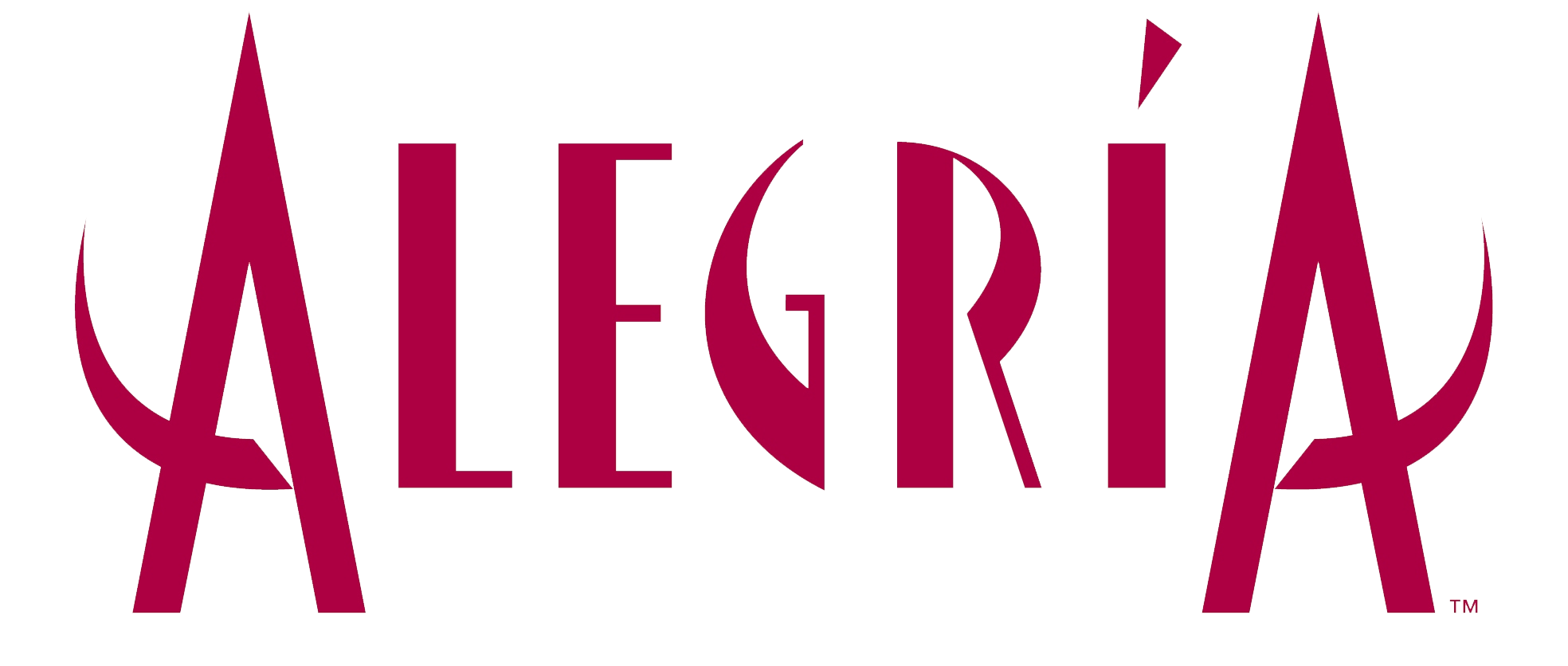
Logo

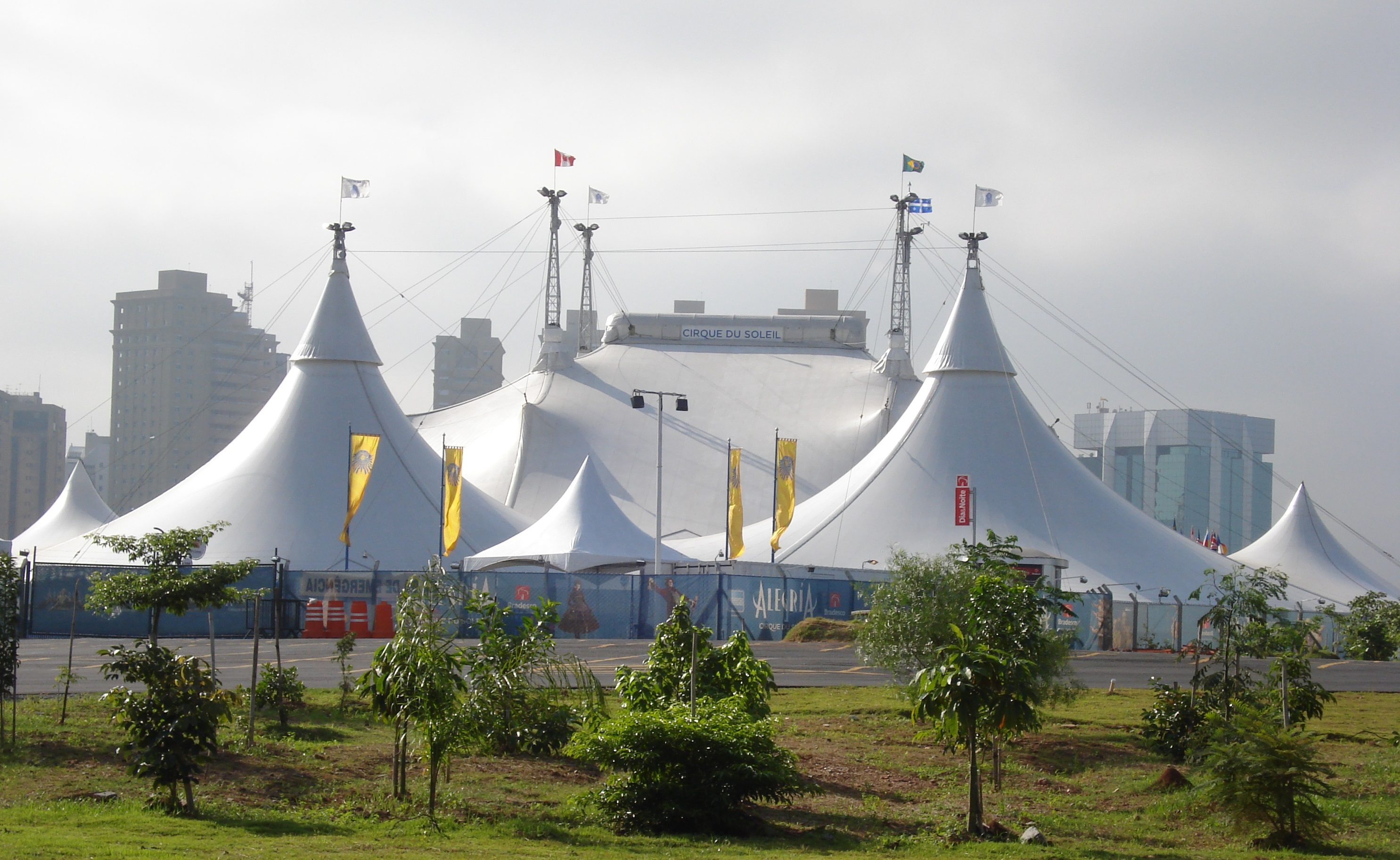
Das Zirkuszelt der Alegria-Show in São Paulo, Brasilien. März 2008.

Alegría (spanisch für Freude) war eine von den Regisseuren Franco Dragone und Gilles Ste-Croix 1994 inszenierte Tourneeshow des Cirque du Soleil.
Seit der Premiere im April 1994 bis ins Jahr 2013 gastierte die Live-Show weltweit in mehr als 250 Städten und wurde vor über 14 Millionen Zuschauern mehr als 5000 Mal aufgeführt. Nach sechsjähriger Pause entstand 2019 eine neue Version unter dem Titel „Alegría in a New Light“.

## Inszenierung
Der Cirque du Soleil beschrieb die Show als „eine opernhafte Introspektion des Kampfes um die Macht und die belebende Energie der Jugend“. Dominique Lemieuxs „Kostüme zeugen von einer barocken Ästhetik der Dekadenz und Ornamentik, während René Dupérés Partitur eine einzigartige Mischung aus Musik Französische, spanische, afrikanische und mediterrane Einflüsse enthält“. Das Bühnenbild und die Requisiten waren dem Stil der Gotik entnommen.

## Figuren und Besetzung
Die Figuren in Alegría repräsentierten Menschen zweier Generationen: Der Neuen und Alten Ordnung.
Fleur: Ein unberechenbarer und gefährlicher Verrückter, der glaubt, König zu sein. Er nimmt das Publikum mit in die Welt Alegría.
Nostalgische alte Vögel: Die nostalgischen alten Vögel leben seit jeher im Palast. Sie sind Höflinge mit leeren Schalen, die ihre Reflexionen in spiegellosen Rahmen bewundern.
Tamir und Little Tamir: Erscheinen bei Bedarf und verschwinden erst, wenn sie ihre Mission erfüllt haben.
Nymphen: Üppige Charaktere, die das Leben feiern.
Bronx: Die jungen und zähen, die die nächste Generation in Alegría sind. Sie führen Power Track und Antenne Reck.
Weiße Engel: Die Wächter, die die Jugend von morgen sind. Sie spielen russische Bars.
Weißer Sänger: Einer der Sänger. Er ist der Geschichtenerzähler, der über alles singt, was er um sich herum sieht. Er wird oft von den männlichen Charakteren der Show gewünscht.
Schwarzer Sänger: Einer der Sänger. Er ist das Gegenteil des weißen Sängers.
Clowns: Die sozialen Kommentatoren der Serie.
Besetzung (Fleur):
- Christian Racoux - Vom 21. April 1994 (Montreal) bis Dezember 1995 (Atlanta)
- Rénald Laurin - Von Dezember 1995 (Atlanta) bis Februar 1999 (London)
- Ebon Grayman - Von Mai 1999 (Biloxi) bis 2003
- Evgeuin Ivanov - Von 2003 bis Frühjahr 2010
- Pablo Gomis Lopez - Von Frühling 2010 bis Sommer 2011
- Andrey Kislitsin - Von Sommer 2011 bis 29. Dezember 2013 (Antwerpen)

Weitere Besetzung:
Slava Polunin, Sergey Chachalev, Dimitri Bogatirev, Yuri Medvedev und Iryna Ivanitska - von 1994 bis 1996
Leonid Leikin, Valery Keft und Yuri Medvedev - von 1997 bis 2000
Vladimir Olshansky, Nikolai Terentiev und Yuri Medvedev - von 2001 bis 2003
Pablo Gomis Lopez, Anton Velen, Yuri Medvedev, Maxim Fomitchev und Pablo Bermejo Medina - von 2004 bis 2011

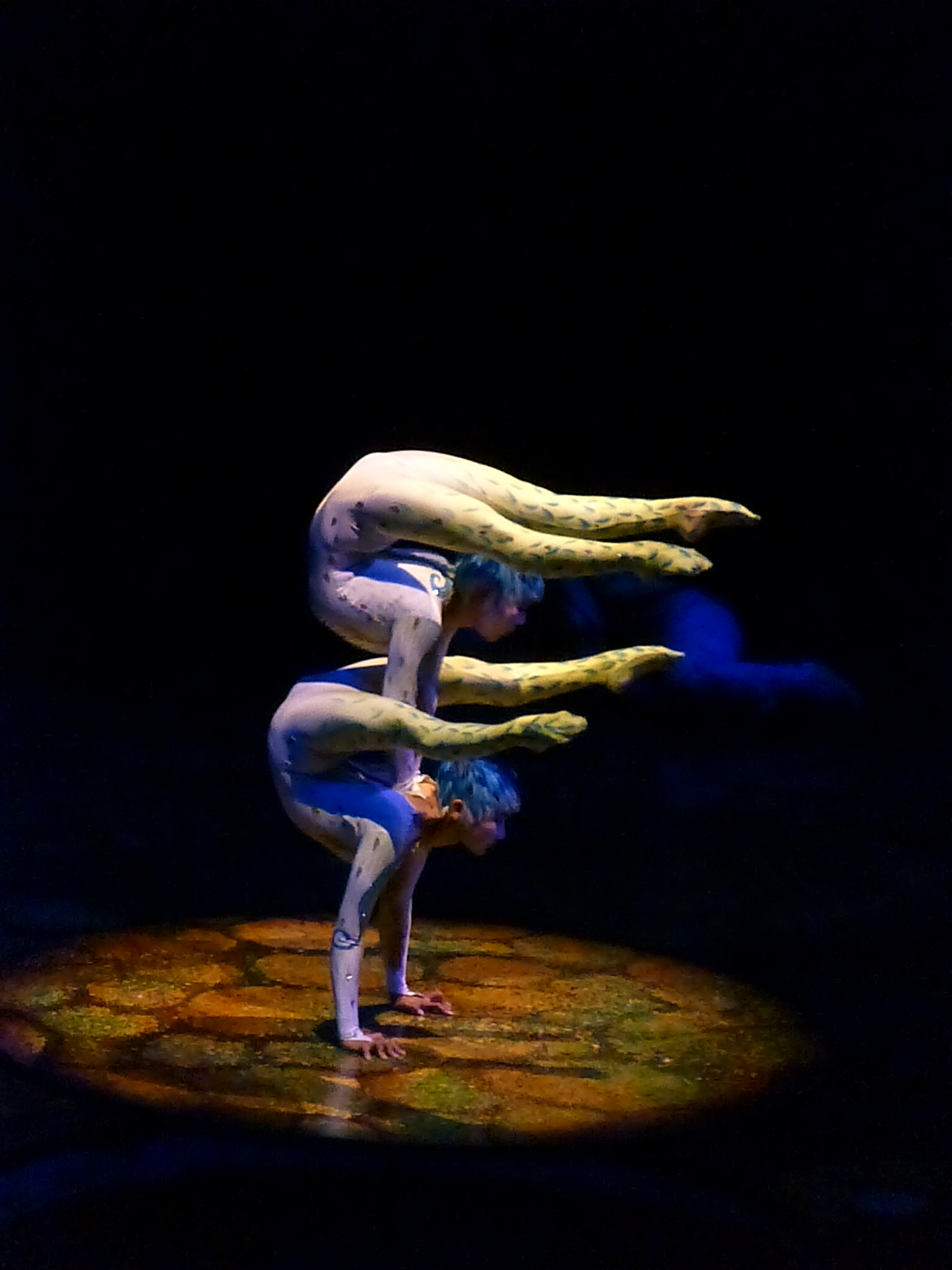
Akrobatische bzw. athletische Einlagen waren wesentlicher Bestandteil der Show

## Ablauf der Show
Eröffnung: Fleur und die Musiker gehen im Publikum spazieren, während die Show vorbereitet wird.
Mirko: Der weiße Sänger singt ein Lied, während die Charaktere und Akrobaten von Alegría auf der Bühne herumlaufen, um das Publikum in der Welt von Alegría willkommen zu heißen.
Trapez: Zwei Akrobaten führen Tricks mit zwei separaten Trapezen aus.
Clown Performance: Einer der Clowns kommt auf seinem Pferd, um das Publikum zu unterhalten, während der Power Track aufgebaut wird.
Stolpern: Eine Gruppe von Akrobaten führt Flips und Twists auf einer X-förmigen Stromschiene aus.
Clown-Performance: Die Clowns kommen herein und spielen mit Papierflugzeugen.
Handstand: Ein Künstler führt eine Akrobatik auf Stöcken durch.
Feuerjonglage: Zwei Künstler tanzen mit Feuermessern.
Kerze: Ein Clown kommt herein und versucht, den Feuermessertanz nachzubilden, indem er stattdessen eine Kerze benutzt.
Objektmanipulation: Ein Künstler manipuliert Bänder, Verzerrungen und Hula Hoops.
Schneesturm: Die Clowns spiegeln den ewigen Geist der Menschheit wider und sind Zeugen der Jahrhunderte, der sozialen Kommentatoren der Welt von Alegría. Im wirklichen Leben begründet, erzählen sie kleine Geschichten des Alltags, in denen jeder ein Held ist und in denen sich jeder verlieben und ein gebrochenes Herz erleiden kann. Die Clowns sind Visionäre - Philosophen der Absurdität. Liebenswert, komisch und kindlich verwandeln sie die Welt in einen Zirkus.
Le Bal: Der weiße Sänger kommt herein und singt Danse Vazoule (La Bal), während er ins Publikum geht, eine Person auswählt und mit dem Publikum tanzt.
Fliegender Mann: Ein Künstler hüpft und fliegt hoch über der Bühne mit Bungee Cords.
Clown-Performance: Die Clowns kommen herein und führen eine Clown-Aktion durch.
Russischer Barren: Eine Gruppe von Akrobaten turnt an der russischen Stange.
Kontorsion: Zwei Künstler kreieren anmutige und geschmeidige Figuren und Bewegungen mit ihrer extremen Flexibilität und Ausgewogenheit. Der ursprüngliche Akt bestand aus einem Schlangenmenschen.
Zwischenspiel zum Luftbild-Reck: Kleiner Tamir kommt und fliegt mit Vogelstruktur.
Luftakrobatik: Eine Gruppe von Akrobaten fliegt, dreht und dreht sich an einer Struktur in der Luft, während sich ein Netz unter ihnen befindet. Sobald sie von der Struktur abheben, werden die Akrobaten von anderen Akrobaten auf einem schwingenden Trapez gefangen.
Finale: Der weiße Sänger singt Alegría, während die Besetzung von Alegría kommt und sich vom Publikum verabschiedet.

## Kostüme
Alegrías Kostüme hatten eine Dichotomie in Bezug auf die Alte und die Neue Ordnung. Die Alte Ordnung trug Kostüme, die an das Goldene Zeitalter New Yorks angelehnt war, da sie mit Federn, Spitze und goldenen Verzierungen bestückt waren. Die Neue Ordnung hingegen, die die Jugend von morgen repräsentiert, hat die gleichen kräftigen Farben wie die alte Ordnung, während die verwendeten Stoffe leichter und weicher sind, was die Beweglichkeit der Jugend unterstreicht. Über 400 Kostümteile umfassten das Alegría-Kleiderschrank-Set, einschließlich Schuhen, Perücken, Hüte, Accessoires etc.

## Filmographie

### Alegría, der Film
1999 wurde ein von der Live-Show inspirierter gleichnamiger Spielfilm umgewandelt. Die Besetzung umfasste Schauspieler wie Frank Langella, Makoto Iwamatsu, Julie Cox, René Bazinet und einen Gastauftritt von Whoopi Goldberg sowie mehrere Interpreten und Musiker aus der Tournee-Produktion. Der Film verwendet eine konventionelle strukturierte Erzählung im Gegensatz zur abstrakten Allegorie der Live-Show. Es erzählt die Geschichte eines Jungen namens Momo, der die Kinder vor ihrer Inhaftierung in der dunklen Fabrik eines grausamen Mannes namens Marcello retten will. Momos einziger Freund, ein schrulliger Clown namens Frac, hilft ihm, während er sich in die Sängerin eines Zirkus namens Giulietta verliebt, der durch die Stadt zieht. Die Kinder wenden sich gegen Marcello (der auch als Drache bekannt ist), indem sie Steine auf ihn werfen. Das Paar findet bald ihr Schicksal, das in zunehmendem Maße mit dem des Zirkus verflochten ist. Das flauschige weiße Kaninchen ist das einzige Tier im Film und die Lieder „Let Love Live“, „Child in His Eyes“, „Love Leaves Someone Behind“ und „Mountain of Clothes“ werden von Irène Marc gesungen.

### Alegría-Live
Im Juli 2001 wurde die Live-Show in Sydney aufgenommen und später als DVD veröffentlicht.

## Tourneedaten
Während der 19 Tourjahre wurde Alegria sowohl unter dem eigenen Spitzzelt, als auch in Arenen aufgeführt.
- Nordamerika – [1994–1995]
- Asien & Pazifik – [1996]
- Europa-Tour – [1997–1999]
- Beau Rivage Residenz – [1999–2000]
- Asien-&-Pazifik-Tour II – [2001–2002]
- Nordamerika-Tour II – [2002–2004]
- Japan-Tour – [2004–2005]
- Europa-Tour II – [2006–2007]
- Südamerika-Tour – [2007–2008]
- Asien & Mittlerer Osten – [2008–2009]
- Nord-Amerika-Tour III – [2009–2011]
- Europa-Tour III – [2011–2013]